# SpaceX Crew-8
SpaceX Crew-8 was de achtste reguliere vlucht onder NASA’s Commercial Crew-programma waarmee SpaceX vier ruimtevaarders naar en van het ISS vervoert. Het was tevens de twaalfde bemande Crew Dragon-vlucht naar het ISS en de dertiende bemande Crew Dragon-vlucht. De vlucht draagt in contracten de juridische naam PCM-8 (Post Certification Mission 8).

## Bemanning
| Positie          | Ruimtevaarder                                   |
| ---------------- | ----------------------------------------------- |
| Gezagvoerder     | Matthew Dominick, NASA, 1e ruimtevlucht         |
| Piloot           | Michael Barratt, NASA 3e ruimtevlucht           |
| Missiespecialist | Jeanette Epps, NASA 1e ruimtevlucht             |
| Missiespecialist | Aleksandr Grebjonkin, Roskosmos 1e ruimtevlucht |

## Lancering
De lancering was voor 1 maart 2024 voorzien maar werd met twee dagen uitgesteld naar 3 maart wegens slecht weer op plaatsen voor onverhoopte noodlandingen. Nadat de bemanning in hun drukpakken waren gehesen en vlak voor ze in de auto’s die ze naar het platform moesten brengen zouden gaan, werd de lancering voor die dag afgeblazen wegens te veel wind in de hogere luchtlagen en met zeker een dag uitgesteld. 
Op 4 maart 2024 om 03:53 UTC verliep de lancering zonder problemen. De eerste trap van de Falcon 9 was een nieuwe en vloog terug naar land voor een landing op LZ-1. De Crew Dragon koppelde op 6 maart aan bij de IDA-2-koppelring van het ISS. Twee maanden later, op 2 mei, werd de Crew Dragon verplaatst naar IDA-3 om ruimte te maken voor Boe-CFT, de eerste bemande Starliner-vlucht. Het naderen van IDA-2 is iets minder ingewikkeld dan IDA-3. Om die reden wordt bij testvluchten voor IDA-2 gekozen.

## Missie
Crew-8 is de vijfde vlucht van Crew Dragon Endeavour. De bemanning blijft ongeveer een half jaar aan boord van het  internationale ruimtestation als onderdeel van ISS-Expeditie 70 en 71.

## Reconfiguratie
Omdat NASA onvoldoende vertrouwen in een veilige terugkeer van Starliner CFT had, werd besloten deze zonder zijn bemanning te laten vertrekken. De CFT-bemanning zal met Crew-9 terugkeren. Tussen het vertrek van de Starliner en de aankomst van Crew-9 zal de Crew-8-capsule tijdelijk voor zes personen worden gereconfigureerd zodat de CFT-bemanning in geval van nood het ISS kan verlaten. Dit is mogelijk doordat het lifesupportsysteem van een Crew Dragon  is ontworpen voor het oorspronkelijke interieurontwerp uit 2014 dat zeven stoelen had.

## Terugkeer
De terugkeer van Crew-8 was voorzien voor 10 oktober. De vooruitzichten van orkaan Milton die over alle landingszones trok maakten dat de afkoppeling werd uitgesteld naar op zijn vroegst 13 oktober. Door ongunstig weer in de landingszones werd de afkoppeling daarop met nog minstens een week verder uitgesteld. Op 24 oktober om 21:05 UTC ontkoppelde de Crew Dragon zich van het ISS en op 25 oktober landde deze om 07:29 UTC  in de Golf van Mexico voor de kust van Pensacola. Met een missiehuis van 236 dagen was het de langste bemande vlucht van een Amerikaans ruimteschip ooit.
Later die dag meldde NASA dat een van de vier bemanningsleden na het standaard medische onderzoek in een ziekenhuis in Pensacola onder verscherpte medische observatie in het ziekenhuis werd gehouden. Het ging om een NASA-astronaut maar NASA maakte verder niet bekend wie en wat er aan de hand was. Hij of zij werd een dag later uit het ziekenhuis ontslagen.